# عبد الحميد القضاة
عبد الحميد القضاة (1 يناير 1946-29 سبتمبر 2021)، طبيب وسياسي وداعية أردني ونائب المراقب العام للإخوان المسلمون في الأردن.والمدير التنفيذي لمشروع وقاية الشباب

## دراسته وتعليمه
حاصل على دكتوراه في تشخيص الأمراض الجرثومية والأمصال عام 1982م من كلية طب جامعة مانشستر في بريطانيا، ودبلوم متقدم (امتياز) بالبكتيريا والفيروسات عام 1980م من كلية طب جامعة مانشستر في بريطانيا، وماجستير في فلسفة العلوم الطبية (امتياز) من مركز جناح للدراسات الطبية العليا عام 1978م في كراتشي، وماجستير في الجراثيم الطبية بتقدير امتياز عام 1972م من جامعة كراتشي في باكستان، وبكالوريوس في علم الجراثيم بتقدير امتياز عام 1970م من جامعة كراتشي في باكستان.

## المؤهلات
- دكتوراه في تشخيص الأمراض الجرثومية والأمصال عام 1982م من كلية طب جامعة مانشستر في بريطانيا.
- دبلوم متقدم (امتياز) بالبكتيريا والفيروسات عام 1980م من كلية طب جامعة مانشستر في بريطانيا.
- ماجستير في فلسفة العلوم الطبية (امتياز) من مركز جناح للدراسات الطبية العليا عام 1978م في كراتشي.
- ماجستير في الجراثيم الطبية (امتياز) عام1972م من جامعة كراتشي -الباكستان.
- بكالوريوس في علم الجراثيم (امتياز) عام 1970م من جامعة كراتشي-الباكستان.

## الخبرات
- ضابط للتحاليل الطبية في قسم الأمراض التابع للخدمات الطبية الملكية (1973-1975)م.
- معيد في كلية طب جامعة مانشستر/بريطانيا لمبحث الجراثيم لطلاب طب الأسنان والصيدلة...عام((1980-1981م.
- مدير المختبرات التخصصية في اربد منذ عام 1983م.
- رئيس قسم أبحاث وإنتاج الأمصال في الشركة العربية لإنتاج الكواشف الطبية منذ عام 1991م.
- أستاذ سابق في الجراثيم الطبية في الأردن.
- مستشار الطب الوقائي والإسلامي- المستشفى الإسلامي- عمان
- خبير الأمراض المنقولة جنسيا والإيدز في الاتحاد العالمي للجمعيات الطبية الإسلامية (FIMA).

## الأبحاث

### المنهجية
1. بحث لدرجة الدكتوراه - تطوير طرق جديدة لتشخيص مرض الزهري \ بريطانيا.
2. بحث لدرجة الدبلوم- استعمال البنسلين لتعداد الخلايا البكتيرية الحية.
3. بحث لدرجة الماجستير في فلسفة العلوم الطبية- الجراثيم المسببة للالتهابات في العمليات الجراحية ومصادرها.
4. بحث لدرجة الماجستير الأولى- مرض التدرن (السل) في الباكستان.

### اللامنهجية
1. اثر السواك في قتل الجراثيم في الفم.
2. اثر البلان في تخفيض نسبة السكر في الدم.
3. مجموعة أبحاث خاصة بالأمصال ومغطاة ماديَّاً من الشركة العربية لإنتاج الكواشف الطبية في عمان والتي أدت إلى تطوير وإنتاج أحد عشر تحضيره (كت (تستعمل في الأردن وتصدر للخارج لتشخيص الأمراض المختلفة.

- C-Reactive protein kit.
- R.A. Factor kit.
- Staph. Quick kit.
- Echinicocus Haemagglutination kit.
- Toxoplasma Haemagglutination kit.
- V.D.R.L. kit.
- Rubella Haemagglutination kit.
- Pregnancy Latex kit.
- Anti-Sperm antibody kit.
- Infectious mononucleosis kit.
- Stone Analysis kit.

## الدراسات العليا
- الإشراف والمشاركة في الإشراف على أبحاث خمسة طلاب ماجستير.
- المشاركة في لجان مناقشة خمسة رسائل ماجستير.

## تحكيم الأبحاث
- تحكيم مجموعة من الأبحاث العِلميةِ المُحوَّلةِ من جامعة اليرموك والجامعة الأردنية وجامعة الزرقاء الأهلية.
- تحكيم مجموعة من الأبحاث العلمية الدينية المحولة من جامعة اليرموك - كلية الشريعة.

## المنشورات

### الأوراق العلمية
1. A.A Al-Qudah & Ann Mostratos. (1982). Reiter haemagglutination, a new sceening test for syphilis. British Journal of venereal diseases, vol 58. 281-285.
2. A.A Al-Qudah & Ann Mostratos. (1983). Does reiter treponeme have a life cycle? Journal of applied Bacteriology.
3. A.A Al-Qudah & Ann Mostratos. (1984). Reaction of extracts of reiter treponeme with syphilitic and non-syphilitic human sera in the single radial haemolysis technique. J. Medical Microbiology Vol 17. 273-282.
4. A. Bsoul & A.A Al-Qudah. (1986). Favism in north Jordan. Mediterranean sea paediatric conference publications (1986).
5. N.M Abuharfeil & A.A Al-Qudah. (1991). The immune status of young adults to rubella virus in northern Jordan. Annals of Saudi medicine. Vol.11 No.1 54-57.
6. A.A Al-Qudah. (1994). Transfer of technology, Jordan model, technology of medical diagnostics. Arab science and technology resources book. Vol.1 Oxford (1994)UK
7. التكنولوجيا...نقل أم استنبات وتطوير؟ - المؤتمر العلمي الثاني - جامعة الزرقاء الأهلية - الأردن - عام 2000م
8. السواك بين الدين والعلم. مؤتمر اتحاد الأطباء العرب في أوروبا- فرانكفورت - 1995م
9. الاستنساخ...قديم أم جديد؟ الجمعية الطبية الإسلامية- المستشفى الإسلامي - الأردن - 1998م.
10. الفحص الطبي قبل الزواج طبيا وشرعيا. مؤتمر اتحاد الأطباء العرب في أوروبا - روما - إيطاليا - 1998م.
11. الاستنساخ البشري.

### الكتب المؤلفة
- الأمراض الجنسية عقوبة إلهية.
- الإيدز حصاد الشذوذ.
- تفوق الطب الوقائي في الإسلام.
- الإيدز حقائق وأرقام.
- جون والإيدز.
- الفحص الطبي قبل الزواج. ضرورةٌ أم تَرف؟.
- نيران الإيدز تحرق شباب العالم. فمن المسؤول؟.
- عجائب الميكروبات السبع.
- الميكروبات وكرامات الشهداء.
- قوم لــوط فــي ثوب جديد......!!

## وصلات خارجية
- الموقع الشخصي
- الأمراض المنقولة جنسيا.. اسأل خبير - حوار علي شبكة إسلام أون لاين، 17 يوليو 2008م
- أسباب انتشار الإيدز ووسائل الوقاية منه، برنامج بلا حدود، قناة الجزيرة، 3 ديسمبر 2008م